# Ye (代名詞)
Ye（IPA: /jiː/、イー）は、英語の二人称複数人称代名詞（主格）である。古英語では"ge"と綴られた。中英語および初期近代英語では、対等あるいは目上の人物に呼び掛けるために使われた。ほとんどの英語圏でその使用は廃れているものの、イングランド北部、コーンウォール、アイルランドでは単数形の "you" （本来の単数形は thou であるが、現代では死語）と区別して使われている。

## 定冠詞との混同
「Ye」は単語「the」（伝統的に/ðiː/と発音された）の初期近代英語形を表わすために使われることもある（例: Ye Olde Shoppe）。「The」はしばしば「」と書かれた（ここでは場所を節約するために "e" が上部に書かれているが、続けて書くこともできた）。下側の文字はソーンであり一般にÞと書かれたが、手書き文字では「Y」と似ていた。ソーンは現代二重音字 "th" の前身である。ゆえに、単語 "The" はÞeと書かれていて、yeではなかった。中世の印刷機は文字Þを含んでおらず、そのため一部の中世（特に後期）の文献ではその類似性から代わりにyが使われていた。この置換正字法が、「ye」が代名詞ではなく定冠詞を示しており、その発音が/ðiː/あるいは/ðə/である時でさえも、現代英語話者が常に「ye」を/ji:/と発音する原因となった。

## 語源
古英語において二人称代名詞は単純な規則で使われていて、þūが一人、ġitが二人、ġēが三人以上に対する呼称であった。中英語期を特徴付けるフランス語の語彙による影響の始まりとなるノルマン・コンクエストの後、単数形は目上の人物への、後には対等な人物への呼称として次第に複数形に取って代わられた。単数形および複数形を砕けた含意および改まった含意に一致させる慣習はT-V区別（ラテン語のtuおよびvosから）と呼ばれ、英語ではフランス語の影響が主因である。これは、王や貴族を複数形で呼称する慣習から始まった。やがて、フランス語と同じように、社会的に上位あるいは強力な人物を複数形の代名詞で呼称するように一般化された。フランス語では、tuは最終的に親密あるいは見下すような表現と考えられるようになったのに対し、複数形のvousは控えめかつ改まった表現となった。初期近代英語では、yeは砕けた複数形の二人称主格代名詞としても改まった単数形の二人称主格代名詞としても機能した。「Ye」は現在もアイルランド英語およびニューファンドランド英語において砕けた複数形として一般的に使用されている。
|        |      |      | 主格 | IPA    | 対格     | 与格  | 属格       |
| ------ | ---- | ---- | ---- | ------ | -------- | ----- | ---------- |
| 一人称 | 単数 | 単数 | iċ   | [ɪtʃ]  | mec / mē | mē    | mīn        |
| 一人称 | 両数 | 両数 | wit  | [wɪt]  | uncit    | unc   | uncer      |
| 一人称 | 複数 | 複数 | wē   | [weː]  | ūsic     | ūs    | ūser / ūre |
| 二人称 | 単数 | 単数 | þū   | [θuː]  | þec / þē | þē    | þīn        |
| 二人称 | 両数 | 両数 | ġit  | [jɪt]  | incit    | inc   | incer      |
| 二人称 | 複数 | 複数 | ġē   | [jeː]  | ēowic    | ēow   | ēower      |
| 三人称 | 単数 | 男性 | hē   | [heː]  | hine     | him   | his        |
| 三人称 | 単数 | 中性 | hit  | [hɪt]  | hit      | him   | his        |
| 三人称 | 単数 | 女性 | hēo  | [heːo] | hīe      | hiere | hiere      |
| 三人称 | 複数 | 複数 | hīe  | [hiːə] | hīe      | heom  | heora      |

| 人称（性）          | 人称（性）          | 主格                            | 目的格                            | 所有限定詞                          | 所有代名詞              | 再帰代名詞                            |
| 単数                | 単数                | 単数                            | 単数                              | 単数                                | 単数                    | 単数                                  |
| ------------------- | ------------------- | ------------------------------- | --------------------------------- | ----------------------------------- | ----------------------- | ------------------------------------- |
| 一人称 現代         | 一人称 現代         | ic / ich / I I                  | me / mi me                        | min / minen [pl.] my                | min / mire / minre mine | min one / mi selven myself            |
| 二人称 現代（古語） | 二人称 現代（古語） | þou / þu / tu / þeou you (thou) | þe you (thee)                     | þi / ti your (thy)                  | þin / þyn yours (thine) | þeself / þi selven yourself (thyself) |
| 三人称              | 男性 現代           | he                              | him / hine him                    | his / hisse / hes his               | his / hisse his         | him-seluen himself                    |
| 三人称              | 女性 現代           | sche[o] / s[c]ho / ȝho she      | heo / his / hie / hies / hire her | hio / heo / hire / heore her        | - hers                  | heo-seolf herself                     |
| 三人称              | 中性 現代           | hit it                          | hit / him it                      | his its                             | his its                 | hit sulue itself                      |
| 複数                |                     |                                 |                                   |                                     |                         |                                       |
| 一人称 現代         | 一人称 現代         | we                              | us / ous us                       | ure[n] / our[e] / ures / urne our   | oures ours              | us self / ous silve ourselves         |
| 二人称 現代（古語） | 二人称 現代（古語） | ȝe / ye you (ye)                | eow / [ȝ]ou / ȝow / gu / you you  | eower / [ȝ]ower / gur / [e]our your | youres yours            | Ȝou self / ou selve yourselves        |
| 三人称              | 古英語から          | heo / he                        | his / heo[m]                      | heore / her                         | -                       | -                                     |
| 三人称              | 古ノルド語から      | þa / þei / þeo / þo             | þem / þo                          | þeir                                | -                       | þam-selue                             |
| 三人称              | 現代                | they                            | them                              | their                               | theirs                  | themselves                            |

1. ↑  与格、間接目的語
2. ↑  対格、直接目的語

綴りと発音の違いによって中英語の文献には多くのその他のバリエーションがある。Francis Henry Stratmann (1891). A Middle-English dictionary. [London]: Oxford University PressならびにA Concise Dictionary of Middle English from A.D. 1150 TO 1580, A. L. Mayhew, Walter W. Skeat, Oxford, Clarendon Press, 1888. を参照のこと。
|        |                          | 主格      | 斜格       | 属格             | 所有格       |
| ------ | ------------------------ | --------- | ---------- | ---------------- | ------------ |
| 一人称 | 単数                     | I         | me         | my/mine          | mine         |
| 一人称 | 複数                     | we        | us         | our              | ours         |
| 二人称 | 砕けた単数               | thou      | thee       | thy/thine        | thine        |
| 二人称 | 複数あるいは改まった単数 | ye, you   | you        | your             | yours        |
| 三人称 | 単数                     | he/she/it | him/her/it | his/her/his (it) | his/hers/his |
| 三人称 | 複数                     | they      | them       | their            | theirs       |

1. 1 2  属格のmy、mine、thy、thineは名詞の前の所有形容詞あるいは名詞を伴わない所有代名詞として使われる。4つの表現全ては所有形容詞として使われる: mineおよびthineは母音で始まる名詞の前（例: thine eyes）で、あるいはhで始まる名詞（このhは大抵発音されなかった。例えばmine heartはmine artと発音されていた）の前で使われ、myおよびthyは子音で始まる名詞の前で使われる（例: thy mother、my love）。しかしながら、mineおよびthineだけは所有代名詞として使われる（例： it is thine、they were mine）。
2. 1 2  初期近代英語期から17世紀まで、hisは三人称中性のitと三人称男性heの所有格であった。属格の「it」は1611年の欽定訳聖書（レビ記25:5）に「groweth of it owne accord」として一度現われる。